# محمد أبو الفرج الخطيب
محمد أبو الفرج الخطيب الحسني (1337- 1407 هـ / 1919- 1986 م) عالم وداعية سوري، من علماء دمشق العاملين، مؤرخ ونسَّابة، مدرِّس وخطيب، وشيخ دار الحديث النورية، وخطيب جامع بني أمية. كانت له إسهاماتٌ في عدد من مؤسسات المجتمع المدني، وخاض غِمار العمل السياسي. ولد وتوفي بدمشق.

محمد أبو الفرج الخطيب في شبابه

## مولده ونشأته
ولد محمد أبو الفرج بن عبد القادر الخطيب الحسني في حي القيمرية بدمشق، يوم الثلاثاء 8 رجب 1337هـ الموافق 8 أبريل 1919م. لأسرة كريمة يرجع نسبها إلى الحسن بن علي بن أبي طالب. وكان والده خطيبًا بالمسجد الأموي ومديرًا للأوقاف الإسلامية بدمشق. توفي والده وهو في الرابعةَ عشرةَ من عمره، فتولت والدته السيدة مسرَّة بنت الشيخ صالح المنيِّر الحسني سِبط الكُزبَري الحسني الاعتناء به.

## حياته العلمية
أتم محمد أبو الفرج الخطيب دراسته في مدارس دمشق النظامية، وكان يحضر دروس العلم في الجامع الأموي بدمشق، وحين بلغ العشرين من عمره بدأ بالخطابة في مساجد متفرِّقة، وفي عام 1944م حصل على إجازة من مجلس الأوقاف العلمي تثبت أهليته في الخطابة. وفي يوم الجمعة 18 فبراير 1944م ألقى أولَ خطبة له في الجامع الأموي. 
وفي أواخر عام 1944م انتقل إلى مصر للدراسة في الأزهر، فالتحق بكلية أصول الدين، وتَلْمَذَ على يد عدد من علماء الأزهر، وكان له لقاءات دوريَّة مع ابن عم والده محب الدين الخطيب، وهناك اهتمَّ بتأسيس اتِّحاد للطلاب السوريين بمصر سنة 1948م مع مجموعة من زملائه وكان الأمينَ العام له، غادر مصر إلى دمشق سنة 1949م بعد أن أتم دراسته وحصل على الإجازة الجامعية.
لزم الخطابة في الجامع الأموي، وعمل بالتدريس مدَّة طويلة في الصفوف الإعدادية والثانوية في بعض مدارس دمشق الخاصَّة والخيرية، إلى جانب حلَقات علمية شرعية خاصَّة كان يعقدها في دار الحديث النورية، وفي بيته، وفي مسجد البادرائية بدمشق، وفي بعض الجمعيات الأدبية والخيرية التي كانت مفتوحة للأنشطة الثقافية. وفي عام 1976م دُعي إلى المشاركة في مؤتمر الندوة العالمية للشباب الإسلامي بالرياض في المملكة العربية السعودية.
في عام 1406هـ/ 1986م أدَّى الشيخ محمد أبو الفرج الخطيب مناسك الحج.

## إجازاته
- حصل على إجازة بتدريس التوحيد والمنطق من أستاذ التوحيد والمنطق في كلية أصول الدين بجامعة الأزهرصالح موسى شرف، بعد أن تلقَّى عنه هذين الفنين في منزله بانتظام مدَّة عامين كاملين، وهي مؤرَّخة في 16 يونيو 1947م.
- حصل على إجازة من الشيخ أحمد القاسمي مدير الأوقاف الإسلامية، مؤرَّخة في 8 سبتمبر 1983م.[2]

## وظائفه
- الخطابة في الجامع الأموي بدمشق.
- التدريس بعدد من المدارس الأهلية.
- التدريس بدائرة الفتوى العامة بدمشق.
- التدريس بكلية الشريعة بدمشق.
- عضوية عدد كبير من الجمعيات الأهلية.
- عضوية مجلس النواب السوري.[1][2]

## نشاطاته
- أسهم في عدد من مؤسسات المجتمع المدني، وخاض غِمار العمل السياسي، فرُشِّح لعضوية البرلمان السوري (مجلس الشعب) عام 1393هـ/ 1973م.
- أسهم في إحياء الحركة العلمية بالمسجد الأموي.
- أسهم في الدفاع عن القضية الفلسطينية.

## تكريمه
- نال وسام الإخلاص من الدرجة الأولى، منحه إيَّاه رئيسُ الوزراء السوري صبري العسلي، بتاريخ 29 فبراير1958م.

## وفاته
توفي الشيخ محمد أبو الفرج الخطيب بدمشق، مساء يوم الاثنين 3 صفر 1407هـ الموافق 6 أكتوبر (تشرين الأول) 1986م، ثم دُفن بجوار طائفة من كبار علماء دمشق في تربة الشيخ إبراهيم الغلاييني.